# Magara Star FC
Magara Star Football Club là một câu lạc bộ bóng đá đến từ thị trấn Magara, huyện Bugarama ở tỉnh Rumonge, Burundi. Hiện tại đội bóng thi đấu ở Giải bóng đá ngoại hạng Burundi. Đội bóng được thành lập ngày 31 tháng 3 năm 2014 bởi John-Clinton Nsengiyumva thông qua tổ chức từ thiện của mình, Nsengiyumva Global Development.

## Lịch sử
Ngày 6 tháng 1 năm 2016, John-Clinton Nsengiyumva, Chủ tịch Magara Star FC, giành được Nyanza-Lac United FC từ Nyanza-Lac City ở Makamka Province của Burundi và di chuyển đội đoạt được đến thị trận Magara ở  tỉnh Rumonge.
Ngày 9 tháng 1 năm 2016, John-Clinton Nsengiyumva hợp nhất Nyanza-Lac United FC với Magara Star FC và sân vận động địa phương của đội cũ Nyanza-Lac United trở thành sân vận động của Magara.
Ngày 16 tháng 1 năm 2016, tại sân vận động Magara, Magara Star FC đá trận đầu tiên ở Hạng nhất của Burundi. Và đây cũng là lần đầu tiên, một đội bóng đến từ Magara thi đấu ở cấp độ này và cũng là lần đầu tiên trận đấu ở giải Hạng nhất của Burundi diễn ra ở Magara. Tỉ số là Magara Star FC 4 – 0 Olympic de Muremera FC.

## Thành tích ở các giải đấu
- Giải bóng đá hạng ba Bujumbura 2014: thứ 1.
- Giải bóng đá hạng nhất quốc gia Burundi 2015–16: thứ 12.[2]

## Danh hiệu
- Vô địch Bujumbura Provincial Football Association Cup 2014 cho Third Division.

## Nhân viên

### Ban kĩ thuật
| Vị trí                      | Tên                  |
| --------------------------- | -------------------- |
| Huấn luyện viên trưởng      | Denis Wembo          |
| Trợ lý huấn luyện viên      | Innocent Hatungimana |
| Giám đốc kỹ thuật (Quản lý) | Patrick Niyokwizera  |
| Nhân viên Thư ký và Lý luận | Augustin Niyubahwe   |

- Cập nhật gần nhất: 20 tháng 5 năm 2016
- Nguồn: Magara Star FC Lưu trữ ngày 31 tháng 3 năm 2017 tại Wayback Machine

### Ban Quản lý
| Vị trí       | Tên                      |
| ------------ | ------------------------ |
| Chủ tịch     | John-Clinton Nsengiyumva |
| Phó Chủ tịch | Désiré Manirakiza        |
| Tổng Thư ký  | Zéckis Minani            |
| Tổng Thủ quỹ | Jean Pierre Bacanamwo    |
| Tổng Cố vấn  | Issa Nzojibwami          |